# Conjuntos prevalentes y cautos
En matemáticas, las nociones de prevalente y cauto son conceptos similares a  "casi en todas partes" y "medida cero", que se adaptan bien al estudio de los espacios de dimensión infinita y que hacen uso de la invariancia a la traslación de la medida de Lebesgue en espacios reales de dimensión finita. El término "cauto" (originalmente shy en inglés) fue sugerido por el matemático estadounidense John Milnor.

## Definiciones

### Prevalencia y cautela
Sea {\displaystyle V} un espacio vectorial topológico real y sea {\displaystyle S} un subconjunto de {\displaystyle V} con medida de Borel. Se dice que {\displaystyle S} es prevalente si existe un subespacio de dimensión finita {\displaystyle P} de {\displaystyle V,} llamado conjunto sonda, tal que para todo {\displaystyle v\in V} se tiene que {\displaystyle v+p\in S} para casi todo {\displaystyle \lambda _{P}} {\displaystyle p\in P,} donde {\displaystyle \lambda _{P}} denota la medida de Lebesgue dimensional {\displaystyle \dim(P)} en {\displaystyle P.} Dicho de otra manera, para cada {\displaystyle v\in V} de Lebesgue: casi todos los puntos del hiperplano {\displaystyle v+P} se encuentran en {\displaystyle S.}
Se dice que un subconjunto que no es de Borel de {\displaystyle V} es prevalente, si contiene un subconjunto de Borel prevalente.
Se dice que un subconjunto de Borel de {\displaystyle V} es cauto si su complemento es prevalente; se dice que un subconjunto de {\displaystyle V} que no es de Borel es cauto si está contenido dentro de un subconjunto de Borel cauto.
Una definición alternativa, y un poco más general, es definir un conjunto {\displaystyle S} como cauto si existe una medida transversal para {\displaystyle S} (que no sea una medida trivial).

### Prevalencia local y cautela
Se dice que un subconjunto {\displaystyle S} de {\displaystyle V} es localmente cauto si cada punto {\displaystyle v\in V} tiene un entorno {\displaystyle N_{v}} cuya intersección con {\displaystyle S} es un conjunto cauto. Se dice que {\displaystyle S} es localmente prevalente si su complemento es localmente cauto.

## Teoremas sobre prevalencia y cautela
- Si {\displaystyle S} es cauto, también lo es cada subconjunto de {\displaystyle S} y cada traslación de {\displaystyle S.}
- Todo conjunto cauto de Borel {\displaystyle S} admite una medida transversal que es finita y tiene soporte compacto. Además, esta medida se puede elegir de modo que su soporte tenga un diámetro arbitrariamente pequeño.
- Cualquier conjunto numerable finito o unión de conjuntos cautos también es cauto. De manera análoga, prevalece la intersección contable de conjuntos prevalentes.
- Cualquier conjunto cauto también lo es localmente. Si {\displaystyle V} es un espacio separable, entonces cada subconjunto localmente cauto de {\displaystyle V} también lo es.
- Un subconjunto {\displaystyle S} de un espacio euclídeo {\displaystyle n}-dimensional {\displaystyle \mathbb {R} ^{n}} es cauto si y solo si tiene medida de Lebesgue cero.
- Cualquier subconjunto prevalente {\displaystyle S} de {\displaystyle V} es denso en {\displaystyle V.}
- Si {\displaystyle V} es de dimensión infinita, entonces cada subconjunto compacto de {\displaystyle V} es cauto.

En lo sucesivo, se entiende por "casi todos" que la propiedad indicada se cumple en un subconjunto predominante del espacio en cuestión.
- Casi todas las funciones continuas desde el intervalo {\displaystyle [0,1]} hasta la recta real {\displaystyle \mathbb {R} } son funciones diferenciables; aquí el espacio {\displaystyle V} es {\displaystyle C([0,1];\mathbb {R} )} con la topología inducida por la norma del supremo.
- Casi todas las funciones {\displaystyle f} en un espacio {\displaystyle L^{p}} {\displaystyle L^{1}([0,1];\mathbb {R} )} tienen la propiedad de que

{\displaystyle \int _{0}^{1}f(x)\,\mathrm {d} x\neq 0.} Claramente, la misma propiedad se cumple para los espacios de funciones {\displaystyle k}-veces diferenciables {\displaystyle C^{k}([0,1];\mathbb {R} ).}
- Para {\displaystyle 1<p\leq +\infty ,} casi todas las secuencias {\displaystyle a=\left(a_{n}\right)_{n\in \mathbb {N} }\in \ell ^{p}} tienen la propiedad de que la serie

{\displaystyle \sum _{n\in \mathbb {N} }a_{n}}
diverge.
- Versión de prevalencia del teorema de embebido de Whitney: Sea {\displaystyle M} una variedad compacta de clase {\displaystyle C^{1}} y dimensión {\displaystyle d}, contenida en {\displaystyle \mathbb {R} ^{n}.} Para {\displaystyle 1\leq k\leq +\infty ,}, casi todas las funciones de {\displaystyle C^{k}}, {\displaystyle f:\mathbb {R} ^{n}\to \mathbb {R} ^{2d+1}} es un encaje de {\displaystyle M.}
- Si {\displaystyle A} es un subconjunto compacto de {\displaystyle \mathbb {R} ^{n}} con dimensión de Hausdorff-Besicovitch {\displaystyle d,} {\displaystyle m\geq ,} y {\displaystyle 1\leq k\leq +\infty ,} entonces, para casi todas las funciones {\displaystyle C^{k}}, {\displaystyle f:\mathbb {R} ^{n}\to \mathbb {R} ^{m},} {\displaystyle f(A)} también tiene dimensión de Hausdorff {\displaystyle d.}
- Para {\displaystyle 1\leq k\leq +\infty ,} casi todas las funciones {\displaystyle C^{k}} {\displaystyle f:\mathbb {R} ^{n}\to \mathbb {R} ^{n}} tienen la propiedad de que todos sus puntos periódicos son hiperbólicos. En particular, lo mismo es válido para todos los puntos del período {\displaystyle p}, para cualquier número entero {\displaystyle p.}